# Chaloenus matangensis
Chaloenus matangensis is een keversoort uit de familie bladkevers (Chrysomelidae). De wetenschappelijke naam van de soort werd in 1943 gepubliceerd door Gilbert Ernest Bryant.